# Ashes Tour 1905
Die Ashes Tour 1905 war die Tour der australischen Cricket-Nationalmannschaft, die die 18. Austragung der Ashes beinhaltete, und wurde zwischen dem 29. Mai und 16. August 1905 ausgetragen. Die internationale Cricket-Tour war Teil der internationalen Cricket-Saison 1905 und umfasste fünf Test-Matches. England gewann die Serie 2–0.

## Vorgeschichte
Für beide Mannschaften war es die erste Tour der Saison.
Das letzte Aufeinandertreffen der beiden Mannschaften bei einer Tour fand in der Saison 1903/04 in Australien statt.

## Stadien
Die folgenden Stadien wurden für die Tour als Austragungsort vorgesehen.
| Stadion                     | Stadt      | Kapazität | Spiele  |
| --------------------------- | ---------- | --------- | ------- |
| Headingley Stadium          | Leeds      | 17.000    | 3. Test |
| The Oval                    | London     | 23.500    | 5. Test |
| Lord’s Cricket Ground       | London     | 30.000    | 2. Test |
| Old Trafford Cricket Ground | Manchester | 19.000    | 4. Test |
| Trent Bridge                | Nottingham | 15.350    | 1. Test |

## Kaderlisten
Die Mannschaften benannten die folgenden Kader.
| Test | Test |
| England | Australien |
| --- | --- |
| - Stanley Jackson (K) - Ted Arnold - Colin Blythe - Bernard Bosanquet - Walter Brearley - Lucky Denton - C. B. Fry - John Gunn - Schofield Haigh - Tom Hayward - George Hirst - Gilbert Jessop - Arthur Jones - Dick Lilley (wk) - Archie MacLaren - Wilfred Rhodes - Reggie Spooner - Johnny Tyldesley - Arnold Warren | - Warwick Armstrong - Tibby Cotter - Joe Darling (K) - Reggie Duff - Algy Gehrs - Syd Gregory - Clem Hill - Bert Hopkins - James Kelly (wk) - Frank Laver - Charlie McLeod - Monty Noble - Victor Trumper |

## Tests

### Erster Test in Nottingham
| 29. – 31. Mai Scorecard | Nottingham | England 196 (71.3) & 426-5d (153) | – | Australien 221 (63.5) & 188 (72.4) |
|                         |            | England gewinnt mit 213 Runs      |   |                                    |

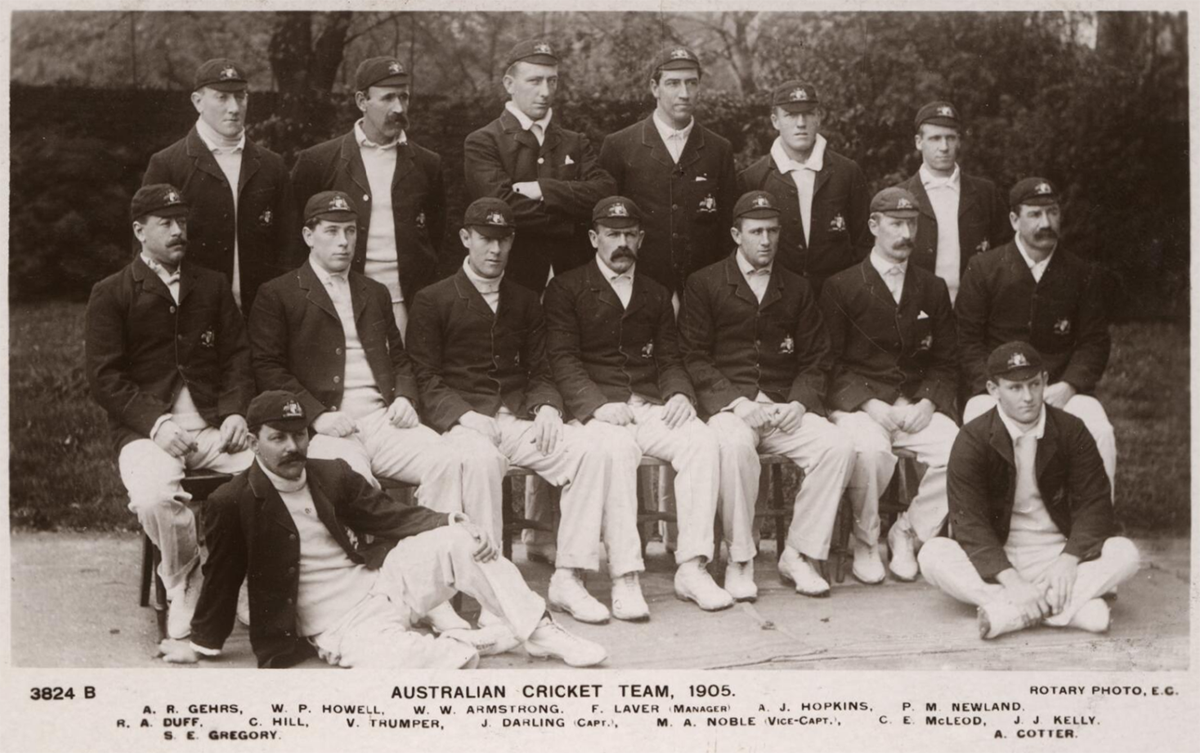
Die tourende australische Mannschaft von 1905.

England gewann den Münzwurf und entschied sich als Schlagmannschaft zu beginnen. Für sie konnte sich der dritte Schlagmann Johnny Tyldesley etablieren und an seiner Seite Bernard Bosanquet erreichen. Tyldesley verlor sein Wicket nach einem Fifty über 56 Runs, woraufhin Dick Lilley und Wilfred Rhodes eine Partnerschaft bildeten. Lilley schied nach 37 Runs aus und kurz darauf verlor Rhodes das letzte Wicket des Innings nach 29 Runs. Beste australische Bowler waren Frank Laver mit 7 Wickets für 64 Runs und Tibby Cotter mit 3 Wickets für 64 Runs. Für Australien formte Eröffnungs-Batter Victor Trumper mit dem dritten Schlagmann Clem Hill eine Partnerschaft. Trumper schied nach 13 Runs aus und der hineinkommende Monty Noble erzielte ein Fifty über 50 Runs. Kurz darauf schied auch Hill nach einem Fifty über 54 Runs aus und es bildete sich eine weitere Partnerschaft zwischen Warwick Armstrong und Tibby Cotter. Der Tag endete beim Stand von 158/4. Am zweiten Tag verlor Cotter nach 4 Runs sein Wicket und kurze Zeit später Armstrong nach 27 Runs. Das Innings endete mit einem Vorsprung von 25 Runs für Australien. Bester englischer Bowler war Stanley Jackson mit 5 Wickets für 52 Runs. Für England bildeten in ihrem zweiten Innings Tom Hayward und Archie MacLaren eine Partnerschaft. Hayward gelangen 47 Runs, woraufhin Johnny Tyldesley aufs Feld kam. MacLaren verlor sein Wicket nach einem Century über 140 Runs und der hineinkommende Arthur Jones konnte 30 Runs erzielen. Nachdem Stanley Jackson aufs Feld gekommen war, schied auch Tyldesley nach einem Fifty über 61 Runs aus. Jackson formte dann mit Wilfred Rhodes eine Partnerschaft. Sie beendeten den Tag beim Stand von 318/5. Am dritten Spieltag deklarierte England das Innings als sie die Vorgabe auf 402 Runs erhöht hatten. Jackson hatte bis dahin ein Fifty über 82 Runs erzielt und Rhodes 39 Runs. Bester australischer Bowler war Reggie Duff mit 2 Wickets für 42 Runs. Für England bildeten in ihrem zweiten Innings Reggie Duff und Joe Darling als Eröffnungs-Batter eine Partnerschaft. Duff erreichte 25 Runs und Darling 40. Daraufhin etablierte sich Syd Gregory und an seiner Seite erreichte Tibby Cotter 18 Runs. Nachdem Charlie McLeod ins Spiel gekommen war, schied auch Gregory nach einem Fifty über 51 Runs aus. McLeod verlor das letzte Wicket des Innings nach 13 runs und konnte so die deutliche Niederlage Australiens nicht mehr verhindern. Bester englischer Bowler war Bernard Bosanquet mit 8 Wickets für 107 Runs.

### Zweiter Test in London
| 15. – 17. Juni Scorecard | London (Lord’s) | England 282 (140) & 151-5 (50) | – | Australien 181 (50.1) |
|                          |                 | Remis                          |   |                       |

England gewann den Münzwurf und entschied sich als Schlagmannschaft zu beginnen. Für sie bildeten die Eröffnungs-Batter Archie MacLaren und Tom Hayward eine Partnerschaft. Hayward schied nach 16 Runs aus und wurde gefolgt durch Johnny Tyldesley. Nachdem MacLaren ein Fifty über 56 Runs erzielt hatte etablierte sich C. B. Fry. Tyldesley schied nach 43 Runs aus und dem hineinkommenden Stanley Jackson gelangen 29 Runs. Nachdem Wilfred Rhodes aufs Feld gekommen war, schied Fry nach einem Half-Century über 73 Runs aus und kurz darauf auch Rhodes nach 15 Runs. Damit endete der erste Tag beim Stand von 258/8. Am zweiten Tag konnte Schofield Haigh 14 Runs erzielen, bevor er das letzte Wicket des Innings verlor. Beste australische Bowler waren Bert Hopkins mit 3 Wickets für 40 Runs und Frank Laver mit 3 Wickets für 64 Runs. Für Australien begannen Victor Trumper und Reggie Duff als Eröffnungs-Batter. Trumper gelangen 31 Runs und Duff 27. Eine weitere Partnerschaft konnten Warwick Armstrong und Joe Darling formen. Armstrong gelangen 33 Runs und nachdem der hineinkommende Bert Hopkins 16 Runs erreichte, schied Darling nach 41 Runs aus. Kurz darauf endete das Innings mit einem Rückstand von 101 Runs zur englischen Mannschaft. Beste englische Bowler waren Stanley Jackson mit 4 Wickets für 50 Runs und Wilfred Rhodes mit 3 Wickets für 70 Runs. Für England konnte sich in ihrem zweiten Innings der Eröffnungs-Batter Archie MacLaren etablieren und an seiner Seite Johnny Tyldesley 12 Runs erzielen. Nachdem C. B. Fry ins Spiel kam, schied MacLaren nach einem Fifty über 79 Runs aus. Der Tag endete als Fry 36* Runs erzielt hatte beim Stand vom 151/5. Da am dritten Spieltag die Bedingungen kein Spielen erlaubten, endete dieses in einem Remis.

### Dritter Test in Leeds
| 3. – 5. Juli Scorecard | Leeds | England 301 (128.3) & 295-5d (104) | – | Australien 195 (53.2) & 224-7 (91) |
|                        |       | Remis                              |   |                                    |

England gewann den Münzwurf und entschied sich als Schlagmannschaft zu beginnen. Für sie bildeten die Eröffnungs-Batter Tom Hayward und C. B. Fry eine Partnerschaft. Fry schied nach 32 Runs aus, woraufhin sich Stanley Jackson etablieren konnte. Hayward erreichte 26 Runs und an der Seite von Stanley gelangen George Hirst 35, Bernard Bosanquet20 und Dick Lilley und Schofield Haigh jeweils 11 Runs. Jackson beendete daraufhin das Innings ungeschlagen nach einem Century über 144* Runs. Bester australischer Bowler war Charlie McLeod mit 3 Wickets für 88 Run. Am zweiten Spieltag konnte sich für Australien der Eröffnungs-Batter Reggie Duff etablieren und fand mit Warwick Armstrong einen Partner. Duff schied nach 48 Runs aus und der hineinkommende Bert Hopkins konnte 36 Runs erzielen. Nachdem Armstrong nach einem Fifty über 66 Runs ausgeschieden war, endete das Innings mit einem Rückstand von 106 Runs. Bester englischer Bowler war Arnold Warren mit 5 Wickets für 57 Runs. In ihrem zweiten Innings bildeten für England Tom Hayword und C. B. Fry die erste Partnerschaft. Fry schied nach 30 Runs aus und wurde durch Johnny Tyldesley ersetzt. Nachdem Hayward nach einem Fifty über 60 Runs ausgeschieden war, kam Lucky Denton ins Spiel und der Tag endete beim Stand von 169/2. Am dritten Spieltag verlor Denton sein Wicket nach 12 Runs und Stanley Jackson nach 17 Runs. Nachdem Tyldesley nach einem Century über 100 Runs ausschied formten George Hirst und Bernard Bosanquet eine Partnerschaft. Nachdem England der australischen Mannschaft eine Vorgabe von 402 Runs stellte, deklarierten sie das Innings. Hirst hatte bis dahin 40 und Bosanquet 12 Runs erzielt. Bester australischer Bowler war Warwick Armstrong mit 5 Wickets für 122 Runs. In ihrer Antwort bildete4 Eröffnungs-Batter Reggie Duff mit dem dritten Schlagmann Clem Hill eine Partnerschaft. Duff schied nach 17 Runs aus und wurde gefolgt durch Monty Noble. Hill erreichte 33 Runs und der ihm folgende Warwick Armstrong 32 Runs. In der folge formten Syd Gregory und Charlie McLeod eine weitere Partnerschaft, der es gelang bis zum Ende des Tages am Schlag zu bleiben und so das Remis zu sichern. Gregory erzielte dabei 32* Runs und McLeod 10* Runs. Bester englischer Bowler war Colin Blythe mit 3 Wickets für 41 Runs.

### Vierter Test in Manchester
| 24. – 26. Juli Scorecard | Manchester | England 446 (157.5)                           | – | Australien 197 (45.5) & 169 (52.3) (f/o) |
|                          |            | England gewinnt mit einem Innings und 80 Runs |   |                                          |

England gewann den Münzwurf und entschied sich als Schlagmannschaft zu beginnen. Für sie eröffneten Archie MacLaren und Tom Hayward mit einer Partnerschaft. MacLaren schied nach 14 Runs aus und ihm folgten Johnny Tyldesley mit 24 und C. B. Fry mit 17 runs. Daraufhin kam Stanley Jackson ins Spiel und Hayward verlor sein Wicket nach einem Fifty über 82 Runs. Nachdem Reggie Spooner ein Fifty über 52 Runs und George Hirst 25 Runs erreicht hatte, kam Tes Arnold ins Spiel und der Tag endete beim Stand von 352/6. Am zweiten Spieltag verlor Jackson sein Wicket nach einem Century über 113 Runs. Ins Spiel kam Wilfred Rhodes, und nachdem Arnold nach 25 Runs ausschied, gelangen Dick Lilley 28 Runs. Rhodes beendete das Innings ungeschlagen mit 27* Runs. Bester australische Bowler war Charlie McLeod mit 5 Wickets für 125 Runs. Für Australien konnte Eröffnungs-Batter Victor Trumper 11 Runs erreichen, bevor Warwick Armstrong und Reggie Duff eine Partnerschaft formten. Duff schied nach 11 Runs aus und wurde gefolgt durch Joe Darling. Nachdem Armstrong nach 29 Runs ausgeschieden war, kam Tibby Cotter aufs Feld. Darling erzielte ein Fifty über 73 Runs und wurde gefolgt durch Frank Laver. Cotter verlor sein Wicket nach 11 Runs und nachdem James Kelly ins Spiel kam, verlor Laver nach 24 Runs das letzte Wicket des Innings. Kelly hatte bis dahin 16* Runs erzielt. Der Rückstand nach dem ersten Innings betrog 249 Runs und so forderte England das Follow-on ein. Bester englischer Bowler war Walter Brearley mit 4 Wickets für 72 Runs. In ihrem zweiten Innings bildeten für Australien die Eröffnungs-Batter Reggie Duff und Victor Trumper eine Partnerschaft. Trumper schied nach 30 Runs aus und wurde gefolgt durch Clem Hill, bevor der tag beim Stand von 118/1 endete. Am dritten Spieltag erzielte Duff ein Fifty über 60 Runs, woraufhin Monty Noble aufs Feld kam. Hill schied nach 27 Runs aus und Noble nach 10. Der hineinkommende Algy Gehrs konnte dann noch 11 Runs erreichen, bevor das Spiel mit einer Innings-Niederlage endete. Beste englische Bowler waren Walter Brearley mit 4 Wickets für 54 Runs und Wilfred Rhodes mit 3 Wickets für 36 Runs.

### Fünfter Test in London
| 14. – 16. August Scorecard | London (Oval) | England 430 (130) & 261-6d (80.3) | – | Australien 363 (93.1) & 124-4 (37) |
|                            |               | Remis                             |   |                                    |

England gewann den Münzwurf und entschied sich als Schlagmannschaft zu beginnen. Für sie formte Eröffnungs-Batter Tom Hayward zusammen mit Johnny Tyldesley eine Partnerschaft. Tyldesley schied nach 16 Runs aus und wurde durch C. B. Fry ersetzt. Hayward erreichte ein Fifty über 59 Runs, bevor Stanley Jackson aufs Feld kam und mit Fry eine Partnerschaft über 150 Runs bildete. Daraufhin verlor Fry nach einem Century über 144 Runs sein Wicket, und nachdem Ted Arnold aufs Feld kam, schied auch Jackson nach einem Fifty über 76 Runs aus. Daraufhin endete der Tag beim Stand von 381/7. Am zweiten Spieltag konnte Wilfred Rhodes an der Seite von Arnold 36 Runs erreichen und wurde gefolgt durch Dick Lilley. Arnold schied nach 40 Runs aus und als Lilley nach 17 Runs das letzte Wicket des Innings verlor, hatte der hineingekommene Walter Brearley 11* Runs erreicht. Bester australischer Bowler war Tibby Cotter mit 7 Wickets für 148 Runs. Für Australien konnte sich Eröffnungs-Batter Reggie Duff etablieren und an seiner Seite Clem Hill 18, Monty Noble 25 und Warwick Armstrong ebenfalls 18 Runs erzielen. Nachdem Joe Darling ins Spiel gekommen war, schied Duff nach einem Century über 146 Runs aus. Darling fand mit James Kelly einen weiteren Partner, bevor er nach einem Fifty über 57 Runs sein Wicket verlor. An der Seite von Kelly folgte Frank Laver, bevor Kelly nach 42 Runs ausschied und so den Rückstand von 57 Runs verkürzt hatte. Laver hatte bis dahin 15+ Runs erreicht. Beste englische Bowler waren Walter Brearley mit 5 Wickets für 110 Runs und George Hirst mit 3 Wickets für 86 Runs. Nachdem England das erste Wicket verloren hatte, endete der Tag beim Stand von 0/1. Am dritten Spieltag verlor England zwei weitere frühe Wickets, bevor sich Johnny Tyldesley etablieren konnte. An seiner Seite erreichte C. B. Fry 16 und Stanley Jackson 31 Runs. Zusammen mit Reggie Spooner formte Tyldesley eine weitere Partnerschaft, doch nachdem Spooner sein Wicket nach einem Fifty über 79 Runs verlor deklarierte England das Wicket. Tyldesley hatte bis dahin ein Century über 112* Runs erzielt. Beste australische Bolwer mit jeweils zwei Wickets waren Monty Noble (für 56 Runs), Warwick Armstrong (für 61 Runs) und Tibby Cotter (für 73 Runs). Für Australien bildeten die Eröffnungs-Batter Victor Trumper und Bert Hopkins eine Partnerschaft. Hopkins schied nach 10 Runs aus und wurde gefolgt durch Clem Hill. Nachdem Trumper 28 Runs erzielt hatte, fand Hill mit Warwick Armstrong einen weiteren Partner. Hill verlor nach 34 Runs sein Wicket und beendete zusammen mit Joe Darling den Tag und damit das Spiel. Armstrong hatte dabei 32+ Runs erzielt und Darling 12* Runs. Die englischen Wickets erzielten Ted Arnold, George Hirst und Walter Brearley.

## Statistiken
Die folgenden Cricketstatistiken wurden bei dieser Tour erzielt.
| Tests             | Tests      | Tests   | Tests   | Tests   | Tests   | Tests   | Tests   | Tests   |
| Batting           | Batting    | Batting | Batting | Batting | Batting | Batting | Batting | Batting |
| Spieler           | Mannschaft | Spiele  | Innings | Runs    | Average | HS      | 100s    | 50s     |
| ----------------- | ---------- | ------- | ------- | ------- | ------- | ------- | ------- | ------- |
| Stanley Jackson   | England    | 5       | 9       | 492     | 70,28   | 144*    | 2       | 2       |
| Johnny Tyldesley  | England    | 5       | 9       | 424     | 53,00   | 112*    | 2       | 2       |
| C. B. Fry         | England    | 4       | 7       | 348     | 58,00   | 144     | 1       | 1       |
| Reggie Duff       | Australien | 5       | 8       | 335     | 41,87   | 146     | 1       | 1       |
| Tom Hayward       | England    | 5       | 9       | 305     | 33,88   | 82      | 0       | 3       |
| Bowling           |            |         |         |         |         |         |         |         |
| Spieler           | Mannschaft | Spiele  | Overs   | Wickets | Average | BBI     | 5W      | 10W     |
| Frank Laver       | Australien | 5       | 189.3   | 16      | 31,87   | 7/64    | 1       | 0       |
| Warwick Armstrong | Australien | 5       | 280.3   | 16      | 33,62   | 5/122   | 1       | 0       |
| Walter Brearley   | England    | 2       | 73.1    | 14      | 19,78   | 5/110   | 1       | 0       |
| Stanley Jackson   | England    | 5       | 67.5    | 13      | 15,46   | /52     | 1       | 0       |
| Tibby Cotter      | Australien | 3       | 127.0   | 13      | 32,84   | 7/148   | 1       | 0       |